# 蕭斌 (劉宋)
蕭斌（？—453年），字伯蒨，南蘭陵人。劉宋外戚蕭思話堂弟蕭摹之子。蕭斌為南朝將領、宋文帝心腹，亦為第二次元嘉北伐的主帥，戰後支持太子劉劭的弒父政變，最終失敗被殺。

## 生平
蕭斌得宋文帝信任，原亦和司徒彭城王劉義康交好，但遭劉斌等人進讒而遭排擠出去。元嘉十七年（440年），宋文帝誅殺義康黨羽，並將義康外調到江州任刺史，便以蕭斌為大將軍諮議參軍、豫章太守，將江州事務都交由蕭斌處理。後歷任南蠻校尉及侍中。元嘉二十七年六月丁酉（450年7月3日），宋文帝準備北伐，以蕭斌為輔國將軍、青冀二州刺史。
元嘉二十七年（450年）七月，宋文帝指派蕭斌為六萬北伐軍主帥，節度王玄謨等軍率前鋒到黃河，蕭斌派崔猛進攻魏青州刺史張淮之所據的樂安，王玄謨攻碻磝，二城守將皆棄城而走，於是蕭斌等眾留守碻磝，讓王玄謨轉攻滑臺。不過王玄謨圍滑臺久攻不下，至冬季魏太武帝親率大軍南渡黃河，王玄謨於是潰敗逃回碻磝。當時蕭斌還在堅持想讓沈慶之領五千兵到滑臺支援王玄謨，見玄謨退還就打算將之處斬，但為慶之力阻。隨後，蕭斌打算死守碻磝，但沈慶之表示死守碻磝孤城等於重覆上一次北伐朱脩之坐困滑臺之事，表明反對；而當時文帝遣使來稱不准退卻，蕭斌最終留王玄謨守碻磝，自還歷城。
元嘉二十八年（451年），北伐結束，但江北諸州破壞嚴重，司馬順則就趁機於梁鄒城聚眾，自稱是晉朝宗室，自號齊王；時又有僧人自稱是司馬百年，自號安定王，又一些流民如秦凱之、祖元明等人都各自據村莊嚮應司馬順則。司馬順則籍樂安渤海二郡太守崔勳之離開之機據城而起，蕭斌遂命崔勳之率申坦及羅文昌等軍討伐司馬順則。崔勳之原本說城內人民都是被逼，大軍一到就會潰散，可是事實卻是城內人民都為司馬順則守城，於是崔勳之無法攻下梁鄒。蕭斌遂改命龐秀之總統諸軍，又派劉武之等率精兵一千人擊斬司馬百年。羅文昌當時派了道連偽降，聯結到城內打算出降的李繼叔等人，雖然道連及後被識破而遭殺害，但李繼叔出城投降讓司馬順則一方士氣盡失，最終城陷被殺，亂事亦得以平息。不過，蕭斌還是因北伐失敗而被免官。
蕭斌後又任南平王劉鑠的右軍長史。元嘉三十年（453年），劉鑠入朝，蕭斌亦隨到建康。二月二十日夜，劉劭決定在天亮時要起兵奪位，於是準備好兵力，夜召太子左衞率袁淑與曾任太子中庶子的蕭斌，告知二人他的計劃。當時蕭斌和袁淑都反對，勸道：「自古無此，願加善思。」劉劭聽後大怒，蕭斌嚇得改變立場，支持劉劭，袁淑卻始終不肯支持。天亮時，蕭斌與劉劭同坐一車，停在奉化門將要出發，袁淑久久不至，至後又拒絕登車，最終被殺。接著劉劭及蕭斌坐車到宮，一切就像平時入朝那樣，成功通過萬春門入宮。劉劭派張超之殺害文帝，事成後出坐東堂，由蕭斌持刀守衞，接著登位為帝。蕭斌獲授散騎常侍、尚書僕射、領軍將軍。
劉劭篡位不久，以武陵王劉駿為首的討伐軍就組成，並攻向建康，劉劭決定親掌軍事，命官員們處理文書即可，又以蕭斌總掌眾事。討伐軍逼近時，蕭斌及始興王劉濬都勸劉劭派出水軍主動與對方決戰，但江夏王劉義恭怕討伐軍船隊弱會戰敗，於是故意提出以逸待勞之策阻止水戰，並得劉劭贊同。蕭斌當時就嚴肅地說：「南中郎二十年少，業能建如此大事，豈可復量。三方同惡，勢據上流，沈慶之甚練軍事，柳元景、宗愨屢嘗立功。形勢如此，實非小敵。唯宜及人情未敵，尚可決力一戰。端坐臺城，何由得久。主相咸無戰意，此自天也。」劉劭不肯採納。四月二十一日（5月14日），討伐軍進至新亭，其時蕭斌統步軍，褚湛之統水軍。翌日，劉劭派蕭斌率魯秀及王羅漢等軍共一萬精兵進攻新亭壘，劉劭對將士發重賞並親至朱雀門督戰，故其軍士氣如鴻，但就在快要破城獲勝之時，魯秀卻突然讓軍隊停止進攻，遂為柳元景所反擊而戰敗。劉劭接著率心腹進戰試圖平反敗局，但為柳元景所敗，敗返朱雀門，蕭斌亦為流矢所傷。當晚褚湛之、檀和之及魯秀等人都向討伐軍投降，驚懼的劉劭退回臺城，並命劉濬及蕭斌守石頭城。五月三日（5月26日），大航為討伐軍所敗，蕭斌聞訊後惶恐不知所為，於是命令所統的軍隊解甲，派兒子蕭約請罪，並戴白幡到討伐軍前投降，但即在軍門被處死。

## 家庭

### 父
- 蕭摹之，丹陽尹。

### 弟
- 蕭簡，歷任長沙內史、廣陵王安南諮議參軍領南海太守、東海王前軍諮議參軍領南海太守等職。討伐劉劭時為鄧琬等所攻，城陷被殺

### 子
蕭斌及蕭簡諸子因支持劉劭而全被誅殺。
- 蕭約。
- 蕭贍，字叔文，娶劉義融第五女劉茂容。[1]